# Thomas Roe
Pour les articles homonymes, voir Roe.
Thomas Roe (ou Row) (né à Low Leyton (Essex) en 1581 et mort le 6 novembre 1644) est un diplomate anglais de la période jacobite.

## Biographie
Il fait ses études à Magdalen College à Oxford puis entre au service de la reine Élisabeth Ire. Anobli en 1605 par Jacques Ier, il devient un intime du prince de Galles, Henri et de sa sœur, Élisabeth.
En 1610, il est envoyé en Amazonie pour y trouver de l'or et y fonder un comptoir commercial. Il part alors de Plymouth en février 1610 et remonte le fleuve puis explore la Wiapoca avant de rentrer en Angleterre en juillet 1611.
Élu en 1614, membre du Parlement, il est surtout connu pour avoir mené la mission diplomatique entre 1615 et 1617 à la cour du grand Moghol à Âgrâ qui conduit l'empereur Jahangir à accorder sa protection à la Compagnie anglaise des Indes orientales.
Rentré en Europe en février 1619, il est nommé deux ans plus tard ambassadeur auprès de l'Empire ottoman, qu'il décrit comme irrémédiablement malade. Il obtient une extension des privilèges accordés aux négociants anglais, conclut un traité avec Alger en 1624, grâce auquel il assure la libération de plusieurs centaines de prisonniers anglais.